# O Júri (filme)
Runaway Jury (bra/prt: O Júri) é um filme estadunidense de 2003, dos gêneros drama e suspense, dirigido por Gary Fleder, com roteiro de Brian Koppelman, David Levien, Rick Cleveland e Matthew Chapman baseado no livro The Runaway Jury, de John Grisham.

## Elenco principal
- Nicholas Easter... John Cusack
- Rankin Fitch... Gene Hackman
- Wendell Fohr... Dustin Hoffman
- Marlee... Rachel Weisz